# Església de la Immaculada Concepció (Vilanova i la Geltrú)
L'Església de la Immaculada Concepció és un monument del municipi de Vilanova i la Geltrú (Garraf) protegit com a bé cultural d'interès local.

## Descripció
És una església d'una sola nau, amb capelles laterals comunicades i absis semicircular. És coberta amb volta de canó amb llunetes a la nau central, amb volta d'aresta a les laterals i amb semicúpula a l'absis.
La façana és de composició simètrica, dividida en dos cossos horitzontals per una imposta. Al cos inferior es troba el portal, centrat, de mig punt i amb columnes llises coronades per capitells. Al cos superior s'obre una fornícula, centrada, amb la imatge de la Mare de Déu i hi ha un rellotge. Les quatre obertures petites que es distribueixen a la façana són de mig punt. El campanar, centrat, té base quadrada que passa a ser vuitavada i obertures lobulades. Està cobert per una cúpula apuntada. A l'interior hi ha pintures dels artistes vilanovins Martí Torrents i Alexandre de Cabanyes.

## Història
L'edificació començà el 14 de maig de 1854 a uns terrenys propietat del sacerdot Mn. Antoni Marrugat. A partir d'aquesta data s'inicià l'obra, sufragada per subscripció pública, segons els plànols projectats per l'arquitecte Josep Simó i Fontcuberta. El 4 d'octubre de 1859 el bisbe de la diòcesi, Antoni Palau i Térmens, va beneir l'església, que en un principi era sufragània de la de Sant Antoni Abat. L'any 1867 se'n va delimitar l'extensió parroquial. L'acabament definitiu es produí l'any 1891, quan es va enllestir la façana i es va aixecar el campanar, que va ser projectat per l'arquitecte Bonaventura Pollés i Vivó.